# ボンネビル郡 (アイダホ州)
ボンネビル郡（英: Bonneville County）は、アメリカ合衆国アイダホ州の東部に位置する郡である。人口は12万3964人（2020年）。郡庁所在地はアイダホフォールズ市であり、同郡で人口最大の都市である。アイダホ州東部では最も人口の多い郡であり、州全体でもエイダ郡、キャニオン郡、クートニー郡に次いで第4位である。
ボンネビル郡は、1885年までオナイダ郡の一部だったビンガム郡から分離して、1911年2月7日に設立され、郡名はフランス生れのアメリカ合衆国西部探検家かつ罠猟師であり、アメリカ陸軍士官にもなったベンジャミン・ボンネビルに因んで名付けられた。ボンネビルは1830年代にオレゴン・カントリーとグレートベースンを探検したことで著名である。
郡全体がアイダホフォールズ都市圏に属している。

## 地理
アメリカ合衆国国勢調査局に拠れば、郡域全面積は1,900.65平方マイル (4,922.7 km2)であり、このうち陸地は1,868.48平方マイル (4,839.3 km2)、水域は32.18平方マイル (83.3 km2)で水域率は1.69％である。スネーク川が郡内北西を流れており、ワイオミング州との州境のパリセイズ貯水池から始まっている。この川は北側郡境のほぼ中間で郡から一旦離れ、屈曲して約32キロメートル西で再び郡内に入り、南西のアイダホフォールズ市に流れている。

### 隣接する郡
- マディソン郡 - 北
- ティトン郡 - 北
- ティトン郡 (ワイオミング州) - 北東
- リンカーン郡 (ワイオミング州) - 南東
- カリブー郡 - 南
- ビンガム郡 - 西
- ジェファーソン郡 - 北西

### 国立保護地域
- カリブー国立の森（部分）
- グレイズ湖国立野生生物保護区（部分）
- ターギー国立の森（部分）

### 高規格道路
- - 州間高速道路15号線
- - アメリカ国道20号線
- - アメリカ国道26号線
- - アメリカ国道91号線
- - アイダホ州道31号線
- - アイダホ州道43号線

## 人口動態

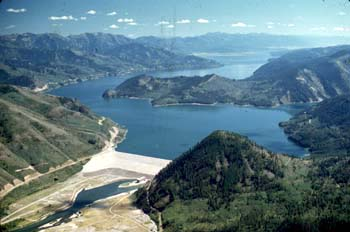
パリセイズ・ダムと貯水池

以下は2000年国勢調査による人口統計データである。
| 基礎データ - 人口: 82,522人 - 世帯数: 28,753 世帯 - 家族数: 21,449 家族 - 人口密度: 17人/km2（44人/mi2） - 住居数: 30,484軒 - 住居密度: 6軒/km2（16軒/mi2） 人種別人口構成 - 白人: 92.79% - アフリカン・アメリカン: 0.49% - ネイティブ・アメリカン: 0.65% - アジア人: 0.82% - 太平洋諸島系: 0.07% - その他の人種: 3.72% - 混血: 1.46% - ヒスパニック・ラテン系: 6.91% 先祖による構成 - イギリス系：25.3％ - ドイツ系：14.3％ - アメリカ人：12.2％ 年齢別人口構成 - 18歳未満: 32.1% - 18-24歳: 9.5% - 25-44歳: 27.2% - 45-64歳: 21.0% - 65歳以上: 10.2% - 年齢の中央値: 32歳 - 性比（女性100人あたり男性の人口） - 総人口: 99.4 - 18歳以上: 96.2 | 世帯と家族（対世帯数） - 18歳未満の子供がいる: 40.6% - 結婚・同居している夫婦: 62.0% - 未婚・離婚・死別女性が世帯主:9.3% - 非家族世帯: 25.4% - 単身世帯: 21.4% - 65歳以上の老人1人暮らし: 7.8% - 平均構成人数 - 世帯: 2.83人 - 家族: 3.33人 収入と家計 - 収入の中央値 - 世帯: 41,805米ドル - 家族: 48,216米ドル - 性別 - 男性: 38,745米ドル - 女性: 22,514米ドル - 人口1人あたり収入: 18,326米ドル - 貧困線以下 - 対人口: 10.1% - 対家族数: 7.4% - 18歳未満: 12.2% - 65歳以上: 5.9% |

## 都市と町

### 都市
- アイダホフォールズ（郡庁所在地）
- アモン
- イオナ
- アーウィン
- リリー（大半はジェファーソン郡内）
- スワンバレー
- ユーコン

### 未編入の町
- ボーン
- リンカーン
- パリセイズ
- オズグッド

### ゴーストタウン
- ハーマン
- カリブーシティ